# 메이지대 투쟁
메이지대 투쟁(일본어: 明大闘争 메이다이토소[*])은 1968년(쇼와 43년)부터 1969년(쇼와 44년)에 걸쳐 이어진 메이지대학의 대학분쟁이다. 메이지대학의 학생운동권은 전학공투회의가 아니라 "전학투쟁위원회"라는 호칭을 사용했다.
1968년 6월, 대학본부의 학비 인상 결정에 대한 학생들의 시위로 촉발되었다. 공학부(현 이공학부) 학생 오우치 요시오를 위원장으로 하는 메이지대학전학투쟁위원회(명대전학투)를 중심으로, 당시 메이지대에 재결성된 삼파전학련(위원장: 상학부 학생 사이토 카츠히코), 일반 학생들, 교직원조합, 체육회, 이사회를 끌어들여 스루가다이, 이즈미, 이쿠타 전체 캠퍼스에서 바리케이트 스트라이크가 일어나는 등 전학적 확대를 보였다.학생측이 대중단교를 통해 학비인상 철회를 본부에 요구했지만, 졸업시험이나 입학시험의 중단이 우려되는 가운데 점차 학생지도부는 본부와 타결의 길을 잡고 1969년 2월 2일 긴자 도큐호텔(2001년 폐관. 현 시사통신사 본사 건물)에서 소위 「새벽의 조인」(暁の調印)이라 불리는 양해각서를 체결했다. 그 내용은 다음과 같다.
본부측: 학교법인 메이지대학 타케다 츠토무 총장, 미야자키 시게키 학생부장
학생측: 명대전학투 오우치 요시오
입회: 삼파전학련 사이토 카츠히코
1. 학내 여러 문제의 근본적 개선을 조속히 검토
2. 학비 인상은 실시하지만 인상분은 1.이 확정된 뒤에 예산을 계상한다.
3. 학생측은 즉시 학내 바리케이드 봉쇄 해제 등 정상화를 실시한다.

분쟁이 이렇게 급전개로 종결된 것은 공산주의자동맹(분트)의 학생조직인 사회주의학생동맹(사학동) 때문이었다. 당시 삼파전학련은 분트, 해방파, 중핵파 3파의 연합 학생회였는데, 이 가운데 분트가 주도권을 가지고 있었다. 다른 2파가 체육회, 이사회를 통해 전학련 주도권을 탈취할 것을 우려한 분트가 세력 온존을 위해 대학본부와 타협한 것이다. 그 결과 분트는 배신행위라는 지탄을 집중적으로 받게 되었다. 결국 사이토는 사임하고 후임으로 중핵파 소속 요코하마국립대생 아키야마 카츠유키가 삼파전학련 위원장이 되었다.
실추된 분트의 명예회복을 위해 이후 분투한 활동가 중에는 야스다 강당 사건 때 농성하고 요도 호 사건의 계획자 중 1인으로 참여한 우에하라 아츠오(2부 정경학부생), 도쿄대 공학부 열품관 수비대장 요네다 류스케(상학부생), 일본적군 설립자 시게노부 후사코(2부 문학부생), 연합적군 산악베이스 사건 희생자 토야마 미에코(2부 법학부생) 등이 있다.
투쟁 총대를 멨던 사이토와 오우치는 분쟁 이후 퇴학 처분되었다. 메이지대 투쟁은 정파간의 파벌다툼으로 학생측의 전면적 패배라는 형태로 종결되었다.

## 참고 자료
- 宮崎繁樹著　『雲乱れ飛ぶ』私家版、2003年
- 山平重樹著　『連合赤軍物語 紅炎』　徳間書店、2011年